# Amigos (álbum de Santana)
Amigos es un álbum del grupo Santana, publicado en 1976. 

## Historial
Este álbum contiene el tema "Let It Shine", que se publicó como sencillo y tuvo un cierto éxito en EUA (nº 77 del Hot 100) y el tema Europa, el más conocido de sus cortes. Como álbum, se situó en el top ten de las listas de ventas de Billboard, lo que no había ocurrido con ningún disco de Santana desde Caravanserai, en 1972. Consiguió convertirse en disco de oro.
Amigos supone un regreso a conceptos musicales más cercanos a los tres primeros discos de la banda y, por tanto, un alejamiento de las experiencias jazz rock.

## Listado de temas
1. "Dance Sister Dance (Baila Mi Hermana)" (Leon 'Ndugu' Chancler, Tom Coster, David Rubinson) – 8:15
2. "Take Me With You" (Chancler, Coster) – 5:26
3. "Let Me" (Carlos Santana, Coster) – 4:50
4. "Gitano" (Armando Peraza) – 6:13
5. "Tell Me Are You Tired" (Chancler, Coster) – 5:42
6. "Europa (Earth's Cry Heaven's Smile)" (Santana, Coster) – 5:06
7. "Let It Shine" (David Brown, Ray Gardner) – 5:42

## Músicos
- Carlos Santana – cantante, guitarra, percusión
- David Brown – bajo
- Tom Coster – teclados, vocales
- Leon 'Ndugu' Chancler – batería, percusión
- Armando Peraza – percusión, vocales
- Greg Walker – vocales
- Ivory Stone – vocales
- Julia Tillman Waters – vocales
- Maxine Willard Waters – vocales